# 至道
至道（995年—997年）是宋太宗的最后一个年号，北宋使用这个年号共3年。至道三年三月宋真宗即位沿用。

## 年號含義
有指最好的学说、道德或政治制度的意思。

## 改元
- 淳化六年——正月一日，有詔改元至道。[3][4][5]
- 至道三年——三月二十九日，宋太宗去世，宋真宗趙恒即位。[3][6]
- 至道四年——正月一日，有詔改元咸平。[6][7][8]

## 紀年對照表
| 至道 | 元年  | 二年  | 三年  |
| ---- | ----- | ----- | ----- |
| 公元 | 995年 | 996年 | 997年 |
| 干支 | 乙未  | 丙申  | 丁酉  |

## 同期存在的其他政权年号
- 中國
  - 統和（983年－1012年）：契丹—遼聖宗耶律隆绪之年號
  - 明統（992年－996年）：大理—段素英之年號
  - 明治（997年－1005年）：大理—段素英之年號
  - 天兴（986年－999年）：于闐—尉迟僧伽罗摩之年號
- 越南
  - 應天（994年－1007年）：前黎朝—黎桓、黎龍鉞、黎龍鋌之年號
- 日本
  - 正曆（990年－995年）：一條天皇之年号
  - 長德（995年－999年）：一條天皇之年号

## 深入閱讀
- 李崇智. . 北京: 中華書局. 2004年12月. ISBN 7101025129.
- 鄧洪波. . 臺北: 國立臺灣大學東亞經典與文化研究計劃. 2005年3月  [2021-11-16]. ISBN 9789860005189. （原始内容 (pdf)存档于2007-08-25）.

| 前一年號： 淳化 | 北宋年号 | 下一年號： 咸平 |